# Širvanšahova palača
Širvanšahova palača (azerbajdžansko: Şirvanşahlar Sarayı, perzijsko کاخ شروانشاهان) je palača iz 15. stoletja, ki so jo zgradili Širvanšahi, UNESCO jo je opisal kot »eden od biserov azerbajdžanske arhitekture«. Stoji v mestu Baku v Azerbajdžanu in skupaj z Deviškim stolpom tvori skupino zgodovinskih spomenikov, ki so vpisani na Unescov seznam svetovne dediščine zgodovinskih spomenikov . Kompleks vsebuje glavno stavbo palače, divanhane, grobnice, šahovo grobnico z minaretom, mavzolej Sejida Jahja Bakuvija (tako imenovani 'dervišev mavzolej'), južno od palače, portal na vzhodu, Muradova vrata, rezervoar in ostanke kopališča . Pred časom je bila ob mavzoleju starodavna mošeja. Še vedno ostajajo ruševine kopališča in jagnjeta, ki spadajo zahodno od grobnice .
V preteklosti je bila palača obdana z obzidjem s stolpi in je tako služila kot notranja trdnjava bakuške trdnjave. Kljub dejstvu, da danes na tej površini ni ohranjenih sledi tega zidu, so se že v 1920-ih na videz lahko razlikovali ostanke očitnih temeljev stolpa in z njim povezanega dela stene severovzhodne strani palače.
Na sami palači ni ohranjenih napisov. Zato je čas gradnje določen z datumi v napisih na arhitekturnih spomenikih, ki se nanašajo na kompleks palače. Takšna dva napisa sta se v celoti ohranila le na grobnici in minaretu Šahove mošeje. V obeh napisih je vladar, ki je ukazal postaviti te zgradbe - Širvan Halil I. (leta vladavine 1417–1462). Kot čas gradnje - 839 (1435/36) je bilo na grobu označeno, 845 (1441/42) na minaretu Šahove mošeje.
Grobnica, palača in mošeja so zgrajeni iz istega materiala, kamin in zid iz kamna sta enaka .
Kompleks je zavzemal precej prostora. Bili so prostori za dvorne uslužbence in služinčad.
Glavne stavbe so bile zgrajene v različnih obdobjih. Kljub temu dejstvu te zgradbe povezuje enotnost obsega, ritem in sorazmernost osnovnih arhitekturnih oblik - kubičnih volumnov zgradb, kupole, portreti. Graditelji so se opirali na tradicije arhitekturne šole Širvan-Abšeron.
Leta 1964 je bil palačni kompleks razglašen za muzejski rezervat pod zaščito države. Leta 2000 je bil ta ansambel skupaj z utrjenimi zidovi zgodovinskega dela mesta in Deviškim stolpom uvrščen na seznam Unescove svetovne dediščine.
Palača je upodobljena na hrbtni strani bankovcev za azerbajdžanskih 10.000 manatov v letih 1994–2006 in desetih novih bankovcev, izdanih od leta 2006 .

## Zgodovina
V 15. stoletju je rodbina Širvanšah, pod Ibrahimom I. Širvanom, po uničujočem potresu prenesla svojo prestolnico iz Šamahija v Baku. Zavezal se je za gradnjo palače. Stavba je spominski kompleks, zgrajen okoli svetišča (pir) in grobnice Sejida Jahja Bakuvija, ki je bil helvatski sufijski svetnik. Širvanšahi so bili zavetniki helvatskega sufijskega reda, Širvanšah Halilulah I. pa je bil pokopan z njegovo družino v palači. Drugi zgodovinarji trdijo, da je bila stavba uporabljena kot vladarjeva palača. Obe teoriji trpita zaradi pomanjkanja dokazov. Znano je, da so vodnjaki znotraj tal 'palače' do nedavnega veljali da imajo zdravilne lastnosti, prav tako hrib, kjer je bila palača zgrajena.
Po safavidski osvojitvi Bakuja leta 1501 je bil sufijski red izgnan. Skozi stoletja je 'palača' propadala in je bila v Bakuju znana kot palača Baku kanov; ta toponim se je preselil v rusko zgodovinopisje, ki ga je prvič navedel Bartold.
Do leta 1501 ni bilo najdenih nobenih podatkov o gradnji palače. Po eni od perzijskih kronik so bile leta 1501 čete širvanšaha Farruka-jesarja, sina Halil-ulija I., v Šamahiju poražene od čet šaha Ismaila I. iz rodbine Safavidov. Faruk-jesar je bil v bitki ubit; čete Ismaila I. so se premaknile v Baku, ga oblegale in po več napadih zasedle mesto. Nato je bila po ukazu šaha Ismaila I. uničena visoka zgradba Širvanšahov. Čez nekaj časa so mesto Baku in celotno okrožje, pa tudi Širvan, upravljali guvernerji, ki so jih postavili Safavidi. Ni podrobnih podatkov o ljudeh, ki so živeli v palači in v kakšnem stanju je bila v prvi polovici 16. stoletja.
V drugi polovici 16. stoletja je potekala vojna med Safavidi in Osmanskim cesarstvom. Leta 1578 so Turki osvojili Baku. Od časa vladavine Osmanskega cesarstva so se na območju palače ohranila vrata v palačnem zidu, ki je obdajal palačo od vzhoda. Iz napisa na portalu teh vrat izhaja, da so bila zgrajena v času turškega sultana Murata III. (vladal 1574–1595) . Takrat so v palači živeli turški paše. O tem pričajo Vzhodna vrata.
Od 17. stoletja je bila palača prazna in ni bilo nobenih vladnih uradnikov. Opat samostana in predstavnik misijona Isfahan, kapucin Pater Rafael du Mans je v svojem eseju leta 1660 opisal palačo Širvanšah v bakujski trdnjavi in dal podatke o njeni opustošenosti in uničenju. Leta 1723 so Baku oblegale čete Petra I., mesto pa so bombardirali. V zvezi s tem so močno trpele jugovzhodne fasade palače. Sredi 19. stoletja je palača prešla pod ruski vojaški oddelek.
Ruski vojaški oddelek je delno prenovil palačo. Hkrati je bilo izvedeno precejšnje prestrukturiranje, ki je dvoranske prostore prilagodilo skladiščem vojaške opreme. Popravila vojaškega oddelka, skupaj z obnovo uničenih delov, so privedla do uničenja številnih delov, potrebnih obnove. Vojaški oddelek je s prilagoditvijo stavbe palače skladišču porušil več sten, ki so ločevale prostore v drugem in prvem nadstropju, namesto njih v drugem nadstropju pa so bili zgrajeni polkrožni oboki, ki podpirajo streho.
Ostanki kupol, lancet in križnorebrastih obokov so bili uničeni v vseh prostorih v drugem nadstropju; zamenjali so jih ravni tramovi. Okenske odprtine (dvojna stekla) drugega nadstropja so bila postavljena tako, da so ostala le majhna okna. Nova široka vrata so bila preluknjana.
V tem obdobju je vzhodna pravoslavna cerkev v Bakuju želela porušiti palačo, da bi na njenem mestu postavila bakujsko stolnico. Vendar so to prošnjo carske oblasti zavrnile le zato, ker so se prostori palače uporabljali za velika skladišča.
V drugo nadstropje severne fasade palače so naredili vhod in v steno naredili ogromno luknjo. To so storili zato, da bi voz, ki so ga vlekli konji z ulice, vstopil v drugo nadstropje palače. Po omenjeni reorganizaciji je vojaški oddelek pritrdil lestev na vzhodno pročelje palače, celotno južno (ali spodnje) dvorišče pa je bilo obdano s kamnitim zidom z linami. Ta zid je bil postavljen iz temelja, ki je ostal od starih zidov, ki so obdajali palačo.  Palačni kompleks je danes zaščiten s trdnjavskimi zidovi, postavljenimi v prvi polovici 19. stoletja.
V času obstoja Azerbajdžanske demokratične republike (1918–1920) so bili sprejeti številni ukrepi za proučevanje in popravljanje arhitekturnih spomenikov. Tako je konec leta 1918 risbe Širvanšahove palače naredil arhitekt inženir Ismael bek Nabi oglu. V začetku leta 1920 je Ismail bek Nabi oglu prebral več ciklov predavanj o usodi palače v Družbi za preučevanje muslimanskega vzhoda. Periodični tisk je nakazal, da so poročilo ponazorile različne fotografije in risbe palače. Po poročilih in razpravah je bilo izvoljeno predsedstvo društva, v katerem so bili predsednik profesor Zimin, tovariš predsednik I Beljajev, učitelj tajnik Seidov in Kazioni Subhanverdihanov. Na sestanku je predsedstvo naročilo, naj v bližnji prihodnosti organizirajo ekskurzijo v palačo.
Leta 1920 je vlada Azerbajdžanske SSR začela sprejemati ukrepe za zaščito spomenika. Od leta 1920 se je začelo čiščenje palače iz starodavnih plasti smeti in delna popravila, ki jih je spremljala arheološka izvidnica.
Leta 1924 so dela nadaljevali. Po velikih popravilih in restavratorskih delih 1932–1934, ki jih je AzCUOP skupaj z moskovskimi državnimi restavratorskimi delavnicami izvedel za projekte arhitekta Borisa Zasypkina, je stavba nekdanje Širvanšahove palače dobil Azerbajdžanski zgodovinski muzej AzFAN. Ker so bila glinena tla krhka in je bila stavba palače namenjena organizaciji muzeja v njej, so bila tla med popravljalnimi in restavratorskimi deli prekrita s parketom. Iz okenskih odprtin so bili odstranjeni kamni, položeni v 19. stoletju in jim vrnili prvotni videz. Prvotna postavitev drugega nadstropja ni bila obnovljena, ker naj bi bil prostor muzej: kjer sta le dve sobi, je bilo prvotno osem sob. Načrt prvega nadstropja je bil v celoti obnovljen.
V letih 1937-1938 os bila pod vodstvom arheologa V. N. Leviatov v palači izvedena arheološka izkopavanja in najdeno veliko število artefaktov iz obdobja od 12. do 15. stoletja. Arheološka izkopavanja, ki jih je izvedel Leviatov leta 1945 na ozemlju palačnega kompleksa, globoko pod temelji ohranjenih stavb, so razkrila ostanke nekoč gosto naseljene stanovanjske četrti. Številni fragmenti keramičnih predmetov in kovancev datirajo v 8.-9. stoletje.
Nekaj časa sta bila v stavbi palače azerbajdžanski ljudski muzej in muzej zgodovine religije. Leta 1960 je bila palača spremenjena v arhitekturni rezervat, ki je bil leta 1964 spremenjen v Državni zgodovinski in arhitekturni muzej-rezervat Kompleks Širvanšahove palače.
Leta 1992 so se začela nova obnovitvena dela. Avtor projekta obnove palačnega kompleksa je bil Niyazi Rzajev. Obnova se je začela v prestolni sobi. Leta 2000 je bil na 24. zasedanju Unescovega odbora za svetovno dediščino zgodovinski del mesta Baku, Icheri Sheher, skupaj s palačo razglašen za Unescovo svetovno dediščino. To so bili prvi predmeti, uvrščeni na seznam Unesca na ozemlju Azerbajdžana. Leta 2006 je bila končana naslednja obnova palače.
Leta 2017 sta Deviški stolp in Širvanšahova palača dobila certifikat odličnosti.

## Arhitektura

### Tloris palače
1. Palača
2. Kanov divan
3. Mavzolej Sejida Jahja Bakuvija
4. Kraj uničene mošeje Kei-Kubad
5. Vzhodni portal
6. Palača mošeja
7. Svetišče
8. Kopališče
9. Ovdan

#### Glavna stavba
Stavba palače ni nastala naenkrat. Gradnjo kompleksa je leta 1411 začel Širvanšah šejk Ibrahim I. Najstarejša stavba (verjetno konec 14. stoletja) je osrednji del (osmerokotna dvorana drugega nadstropja). Del, ki meji na zahodno pročelje, je bil dodan nekoliko kasneje. Tloris palače je zapleten. Zahodna, severna in manjši del vzhodnih fasad sestavljajo nepopoln pravokotnik; ostalo vzhodno pročelje in celotna južna fasada tvorita dva triedra in lomljena črta med njima, ki zajema štiri prave kote.
Prvotno je bilo 52 sob povezanih s tremi ozkimi spiralnimi stopnicami: 27 v prvem in 25 v drugem nadstropju (trenutno 16 sob v drugem nadstropju), tloris drugega nadstropja pa je v osnovi kopija tlorisa prvega. Osrednji del palače (osmerokotna dvorana drugega nadstropja, katere vhod je okrašen s portalom) ima debelejše stene. Glavni vhod v palačo je urejen na zahodni fasadi, okrašen je z visokim portalom. Lanceta portala vodi v visoko osmerokotno prednjo dvorano, pokrito s kupolo. Domneva se, da je ta soba služila za sprejeme.
Majhna osmerokotna avla za njo je dvorano povezovala z ostalimi prostori. Luknje v režah so služile kot govorna povezava s spodnjim nadstropjem, kjer so bili pisarniški prostori. Prostori in sobe drugega nadstropja so bolj slovesne. Med njimi sta južno in vzhodno pročelje z obokanimi okni, ki razkrivajo pogled na zaliv. V drugem nadstropju so tudi sobe za šaha in njegovo družino.
Gladke površine velikih kamnitih sten palače so prekinjene z izmeničnimi zidanimi vrstami, ki se razlikujejo po barvi, širini in teksturi, pa tudi s shebeke - kamnite rešetke v majhnih svetlobnih odprtinah.
Ob arheoloških izkopavanjih zgodovinskega središča Ičeri-Šeherja in Širvana so na območju palačnega kompleksa in na ozemlju palače našli predmete iz vsakdanjega življenja, kovance 12.-15. stoletja, bakrene pripomočke, orožje in okrase 19. stoletja, glasbila iz 15. stoletja. Na voljo so bile tudi ženske noše in vezenine 19. stoletja, preproge Šemaha iz 19. stoletja in preproge, tkane v 17. stoletju v Bakuju. V središču dvorane je model zgodovinskega dela mesta.
- Glavni vhod v palačo
- Drugo nadstropje palače. Prestolna soba
- Drugo nadstropje južne dvorane
- Vzhodna dvorana prvega nadstropja

#### Kanov Divan
Majhna odprtina, ki je na severni strani palačnega vrta, vodi do zaprtega dvorišča kanovega Divana, ki je na treh straneh uokvirjen z zašiljeno arkado. V kompozicijskem centru je osmerokotna rotunda-paviljon. Dvorano te rotunde obdaja odprta arkada. Eliptični pokrov z rahlo poudarjenim vrhom je od zunaj zaščiten s kamnito kupolo. Zahodno pročelje rotunde je okrašeno z arabeskami, stiliziranimi s portalom, razporejena polovica kupole lancetne školjke je podprta s sistemom fino modeliranih stalaktitov (mucarnas). Stropi so pokriti z ornamentom. Portal vodi do nadstreška, ki povezuje dvorano s servisnimi prostori, ki so ena nad drugo.
Obstaja več različic imenovanja kanovega Divana. Služil naj bi kot zgradba za sodne postopke, sprejeme ali državni svet, morda pa je bil mavzolej. Najpogostejša hipoteza temelji na skupnem imenu spomenika, po katerem se je domnevalo, da gre za sodišče ali sprejemno sobo palače ali stavbo reda. Značilnosti sloga in nepopolnosti dela okrasja omogočajo, da se Divan datira do konca 15. stoletja, čas ko so Safavidi zajeli Baku. Značilnosti tlorisa, ječa-kripta in vsebina lapidarnega napisa nad vhodom v dvorano (Koran, Sura 10, verzi 26 in 27) kažejo na njegovo spominsko imenovanje.
Izvor izvirne arhitekturne zgradbe je povezan tudi s predislamsko pogrebno tradicijo. Zgodovinarka Sara Ašurbejli meni, da je bilo v predislamskem času zasedeno ozemlje Divana sveto mesto (domnevajo, da so grobovi v obliki skodelice služili zbiranju žrtvene krvi živali) .

#### Kejgubadova mošeja
V starih časih so v mavzolej Sejida Jahja Bakuvija dodali mošejo, ki so jo poimenovali 'stara' mošeja. Znana je kot mošeja Kei-Kubad. Ta mošeja je bila zgrajena konec 14. in v začetku 15. stoletja po uničenju starejše stavbe, na kateri je bila zgrajena. Mošeja je bila pokrita s kupolo, ki so jo podpirali štirje kamniti stebri, ki so stali znotraj mošeje. Zidovi mošeje so bili vezani z zidom mavzoleja. Leta 1918 je 'stara' mošeja zgorela. Njena podoba in njen kratek opis sta v članku Andreja Pavlinova, ki je obiskal Baku in videl mošejo leta 1888, objavljen v tretji številki revije Gradivo o arheologiji Kavkaza (Moskva, 1893) Zgodovinar Abasgulu Bakihanov je zapisal, da je Bakuvi v mošeji učil in molil: »V mošeji je celica, kjer je molil, šola, kjer je delal in njegov grob«. Keygubad Širvanšah je vladal od 1317 do 1343 in je bil šejka Ibrahima dedek.
V 1920-ih, ko je E. A. Pahomov pregledal mavzolej in ruševine stare mošeje, je bilo ugotovljeno, da podstavek, na katerem stoji en izmed stebrov mošeje, pokriva ozek jarek, narejen v tleh in zalepljen v kripto mavzoleja. V tem jarku je bilo več kamnitih nagrobnikov. Pri pregledu kripte so ugotovili, da so bile raztresene kosti do dvajset človeških okostij. Kosti so bile zložene brez upoštevanja pravil. To je posledica dejstva, da je na mestu, kjer je stal mavzolej in okoli njega, nekoč bilo pokopališče. Med gradnjo mošeje in kopanjem pod temelji so bili tako podrti številni pokopi. Kosti iz podrtih grobov so bile zbrane in zložene v mavzolej, nagrobniki pa - v jarek. Ti nagrobniki niso ohranjeni. Trenutno sta na mestu, kjer je nekoč stala mošeja, dva stebra, ki sta nekoč stala znotraj mošeje, pa tudi del stene s streho.
- Slike mošeje Kay-Kubad, objavljene v reviji
- Risba mošeje in mavzoleja
- Prerez mošeje
- Tloris mošeje in mavzoleja

#### Mavzolej Sejida Jahja Bakuvija
Na južnem dvorišču poleg palače stoji mavzolej, zgrajen v drugi polovici 15. stoletja, imenovan mavzolej »derviša« in znan kot grob dvornega učenjaka Halila Ili Sejida Jahja Bakuvija, ki je bil strokovnjak v medicini, matematiki in astrologiji. Mavzolej ima osmerokotno obliko, ki ga dopolnjuje piramidalni šotor. Notranjost mavzoleja je sestavljena iz podzemne kripte, kjer je nagrobni spomenik Bakuviju in prostorom nad njim. Majhen osmerokotni volumen mavzoleja se spremeni v boben, prekrit s kupolo. Na straneh mavzoleja so tri majhna okna, vrezana v trdne plošče iz apnenca in podobno kot v starih časih so skoznje kamnite rešetke, sestavljene iz zvezd z več žarki. Obokan hodnik na severnem delu mavzolej povezuje s starejšo mošejo. Kot pravi Abaskuli aga Bakihanov, »celica, v kateri je molil [Bakuvi], šola in grob, ki sta pod mošejo, poimenovana po njem, še danes obstajajo«.

#### Uničena palačna mošeja
Spredaj je spodnje dvorišče in stavba mošeje z minaretom. Mošeja je pravokotne oblike, ima veliko dvorano, majhno žensko kapelo in servisne prostore. Severni portal je obrnjen proti grobu Širvanšahov. Ta portal je bolj slovesen od vzhoda, ki je bil namenjen prebivalcem palače, ki se spuščajo po podzemnem prehodu. Dvojno osvetljena dvorana je pokrita s kupolo na sferičnih jadrih .
Mihrab mošeje je na južnem koncu dvorane. Nad žensko kapelo je tudi kupolasta soba. Po velikosti je manjša od kupole dvorane in ponavlja obrise. Na ozadju prizmatičnega volumna, ki ga zaključujeta dve kupoli z rahlo poudarjenimi tuneli, je jasno narisana globoko zasenčena odprtina portala mošeje. 
Nad severovzhodnim vogalom mošeje stoji minaret, ki se konča s stalaktitnim vogalom, ki podpira balkon, ki je imel pred tem kamnito pregrado. Pod stalaktitnim vogalom minaret obkroža napis, izveden s pisavo naš .
Napis govori o gradnji minareta, ne pa tudi o mošeji, ki je bila zgrajena v prejšnjem obdobju. To potrjuje pomanjkanje urejenega bogatega portala in umetniških napisov na njem. 

#### Vzhodni portal
Na ozemlju južnega dvorišča kompleksa je bil tako imenovani Vzhodni portal, znan tudi kot Muradova vrata. Z izgradnjo tega portala se je zaključil nastanek kompleksa. Sodeč po napisu na portalni niši, je bil portal zgrajen v letih okupacije Bakuja s strani osmanskih vojakov po naročilu plemenitega Bakrada iz Rajab Babe leta 994 AH (1585/86), avtorja arhitekta Amirja šaha Vaillankouškega (predmestje Tabriza). V primerjavi s portali kanovega Divana in Širvanšahove grobnice je struktura in oblika portala nekoliko poenostavljena. Ima manj bogat in eleganten dekor. Zgornji del portala je okrašen s stavbnim napisom v arabščini.
Napis ima na obeh straneh cvetlične okraske. V spodnjem delu portala je globoka niša s stalaktiti. V nasprotju z drugimi portali palače ima vzhodni portal široko lancetno vhodno odprtino, podobno kot vrata. Sarah Ašurbejli domneva, da je bila ta zgradba vhod v stavbo, ki ni ohranjena ali ni bila postavljena.

#### Svetišče
V bližini šahove mošeje na spodnjem dvorišču je v steni, ki ločuje spodnjo ploščad od zgornje, stavba grobnice Širvanšaha, tako imenovan 'Turbe. Ta stavba je neposredno nasproti vhoda, prekriva jo koničast svod. Gladka stena fasade je obložena z bakujskim apnencem s skrbnim prileganjem stikov. Nad stavbo je bogato okrašen portal. Ta portal ponavlja kompozicijo portala Divana, vendar ga je v primerjavi s slednjim nekoliko lažje razlagati (stalaktitni lok je sestavljen iz samo štirih vrst stalaktitov, stranske stene so gladke, ni niš in le ločni timpanon, številni napisi v pisavi naš - Koran (Sura XII, verz 92) in hadis (tisto, za kar muslimani verjamejo, da je zapis besed, dejanj in tihega odobravanja islamskega preroka Mohameda).
Na desni in levi strani portalne lancetne odprtine v dveh medaljonih čebulaste oblike napis z imenom graditelja-arhitekta groba. V vsakem medaljonu se isti napis ponovi dvakrat (v neposredni in zrcalni podobi) in vsebuje naslednje besede: »Allah Muhammad Ali (arhitekt)«. Sodeč po imenu je bil arhitekt šiit. Nad ornamentiko timpanona stalaktitnega loka je trak z napisom verske narave. V timpanonu so na vsaki strani razporejeni medaljoni, prav tako z napisom. Napis nad vhodom v portal datira gradnjo grobnice v leto 839 (1435/36) in poroča, da je grobnico zgradil Širvanšah Halilulah za mater in sina.
Portal vodi do nadstreška, na desni in levi strani, ki je povezan z odprtjem majhnih sob, ki so verjetno namenjene ministrantom. Nadstreški vodijo do glavne dvorane, ki je v tlorisu križno oblikovana, njen osrednji del pa je prekrit s kupolo, ki po sistemu sferičnih jader počiva na obokih vej križa in kamnitih zidovih. Zanimivo je, da je bila zunaj kamnita kupola nekoč prekrita s turkizno glazuro.
Med arheološkimi izkopavanji v grobnici so bili najdeni drobci arhitekturnih elementov nagrobnikov v dvorani, pa tudi številni pokopi članov družine Halilulah. Tako so arheologi leta 1946 pod lesenim dnom groba našli kripto s petimi pokopi, pokritimi s kamnitimi ploščami (v enem so bili posmrtni ostanki otroka, starega 6–7 let, očitno sina Halilulaha, druge - starejše ženske, verjetno mama Halilulaha, okostje moškega je staro 18–19 let). Nadaljevanje del je prineslo številne nedotaknjene grobnice, skupaj 14. Imena članov družine Halilulah lahko najdemo na podlagi od, elegij in kronogramov perzijskega pesnika Badr Širvanija: mati Halilulaha Bike khanum (umrla 839 AH / 1435/6), njena sinova Faruk Jamin (rojen 839 AH / 1435/6, umrl leta 846 AH / 1442/3 pri sedmih letih), šejk Saleh (rojen leta 847 AH / 1443, umrl leta 849 AH / 1445/6 v starosti 2 let), Mir Bahram (ubit (šahed) v Kajtaški stepi v mladosti 20 let. Muharam leta 850 AH / 17. aprila 1446), princ Mohamed Ibrahim (rojen 20. Muharam 836 / 16. septembra 1432), Faruk Jasar (rojen 12. Muharam 845 AH / 2. junij 1441).

#### Kopališče
Na spodnjem dvorišču kompleksa je kopališče, katerega lega nam ne omogoča obrisa ozemlja, ki je pripadalo palači. Domnevamo pa, da je bilo kopališče, zgrajeno v 15. stoletju, res del palače. Kopel je bila očiščena, notranja postavitev kopeli pa je bila obnovljena zahvaljujoč ohranitvi spodnjih vrst zidanega zidu.
Palačno kopališče je bilo tako kot velika večina vzhodnih kopališč zakopano v tla, od zunaj pa so bili vidni le vhodni portal in kupole velikih dvoran, katerih krone so se zaključile z luknjastimi lučmi, ki so služile kot prezračevanje. Taka globina kopališča je bila značilna za celoten polotok Abšeron.
Obiskovalec kopališča se je iz predprostora prebil v milnico, kjer je bil bazen za splošno umivanje. V milnico, ki meji na velike in majhne prostore, namenjene vsem postopkom, ki zahtevajo drugačno temperaturo. Potrebno temperaturo različnih prostorov, odvisno od cilja, so poskušali ohraniti notranjo postavitev kopeli. V enem zadnjih prostorov kopališča je bil rezervoar z vročo vodo. Pod njim je bilo kurišče, ki je služilo za ogrevanje vseh prostorov. Podzemlje in stene kopališča so segrevali z razvejanim sistemom toplovodnih kanalov.

#### Ovdan
Nedaleč od kopališča je ovdan - rezervoar, ki je bil eden največjih v trdnjavi. Ta ovdan je oskrboval s pitno vodo ne le palačo, temveč tudi celotno okolico. To domnevo potrjuje bližnja majhna, zgrajena v  14. stoletja Čin mošeja, ki naj bi služila prebivalcem bližnje okolice.
Ovdan je prostoren rezervoar globoko pod zemljo, ki je bil prezračen s posebnim navpičnim jaškom. Takšna zgradba je značilna za večino ovdanov, ki so ohranjeni do današnjih dni. Spust v rezervoar je bil možen po položnem stopnišču, ki ga je blokiral lancetni lok.
V ovdan je voda prišla iz negovane podzemne vodovodne cevi-kihriza. Zajem te vodovodne cevi je bila precej oddaljena od mesta. 

## V popularni kulturi
Slike Širvanšahove palače najdete na delih umetnikov, kot sta Grigori Gagarin, Georg Hohenfelden, na fotografijah Richarda Thieleja. 
Leta 1990 je bila izdana poštna znamka ZSSR, posvečena palači. Pozneje se je slika palače pojavila na poštnih znamkah Republike Azerbajdžan. 
Širvanšahova palača je bila upodobljena na azerbajdžanskem bankovcu z nominalno vrednostjo 10.000 manatov. 
Opis palače najdemo v romanu Kurbana Saida Ali in Nino.
Arhitektura palače je večkrat prikazana v filmu Leonida Gaidaija Diamantna roka (1969), ki je bil posnet tudi v starem mestu Bakuja .